# Рома (подгруппа цыган)
Рома́ (в ед. числе — ром) — одна из ветвей цыган, наряду с синти и кале. Не следует путать подгруппу рома с цыганами в целом, которых также могут называть рома.
Территория проживания: Восточная Европа, страны бывшего СССР. Встречаются также в странах Северной и Южной Америки, Австралии, в Западной Европе и Великобритании, Израиле. Рома включают в себя несколько «малых» этнических групп, каждая из которых имеет ярко выраженные индивидуальные культурные особенности и свой диалект. Художественная культура рома является одной из двух самых известных в мире цыганских культур, сама группа — самая большая из цыганских.

## «Малые» этнические группы рома
неполный список
- Руска рома
- Кэлдэрары (котляры)
- Кишинёвцы
- Ловари
- Сэрвы
- Влахи
- Эрроминчела
- Крымы
- Урсары
- Заргар